# Pieve di Uggiate
La pieve di Uggiate (in epoca medievale chiamata plebs de Oglate e, più tardi, plebs de Ogiate) era un'antica pieve della diocesi di Como che, nel periodo di massima espansione, comprendeva 17 parrocchie. La chiesa battesimale centro di tutta la pieve era la chiesa dei Santi Pietro e Paolo in Uggiate.

## Storia
Una lapide funebre di età altomedievale rinvenuta a Bizzarone costituisce la più antica testimonianza della presenza di un sacerdote cristiano nel territorio della pieve uggiatese.
La prima menzione esplicita della pieve di Uggiate risale al 27 giugno 1167. In un documento dell'archivio di San Fedele in Como, relativo ad una causa sorta tra una certa Rigiza e i Canonici di S. Fedele, compare come testimone il prevosto di Uggiate insieme all'arciprete di Monza e al prevosto di Cuvio. Tuttavia i suddetti ecclesiastici sono citati solo per il loro ufficio e non per nome, anche se qualcuno lo identifica con Gualderico Sescalco, che essendo nominato prima del "prepositus de Cuvi, et prepositus de Oglate", viene considerato contemporaneamente prevosto di Cuvio e di Uggiate. L'ipotesi però non regge, poiché Gualdericus Sescalcus risulta essere un console del comune di Como.
In quell'epoca medievale il capitolo della collegiata di Uggiate era consorziato con quelli di Balerna e di Riva San Vitale. 
In un documento datato 1190, sempre conservato nell'archivio di San Fedele in Como, si ritrovano nove canonici di Uggiate, ma non vi è citato il prevosto. Di questi nove tre vengono citati nel testo: Presbitero Montenario, et Ugezono, et Marchisio Clericis Ecclesie et Plebis Sancti Petri de Oglate, mentre firmano il documento sette: Presbiter Petrus, Presbiter Marchesius, Clericus Lanfrancus, Clericus Albertus, Clericus Albertonus, Clericus Martinus, Clericus Muxus. Poiché Montenario e Marchisio sono certamente preti è da ritenere che anche Ugezono lo sia, essendo accomunato a loro con il termine clericis, a meno che vi siano due Marchisio uno prete e uno no, ma allora i canonici sarebbero dieci. Risultano così quattro chierici (cioè tonsurati) preti e gli altri solo chierici.
Il capitolo annoverava tra i suoi membri personaggi autorevoli, come il maestro Pietro. Infatti il papa Innocenzo III lo conferma, insieme al maestro Gallo, primicerio di Bergamo, arbitro in una contesa protrattasi per più di dieci anni tra l'abate di Sant'Abbondio e i canonici della cattedrale. Il papa scrive il 15 giugno 1205 ai due ecclesiastici, delegando ad essi la decisione finale sulla questione relativa a chi dovesse stare alla destra del vescovo nelle processioni..
Il primo documento che ci rivela il nome del prevosto è del 1252, si tratta di Bregondio Della Torre di Mendrisio, cumulava anche il beneficio di un canonicato della cattedrale e fungeva da vicario del vescovo Uberto. La menzione di un prevosto anziché di un arciprete, confermata da un documento del 1295, rappresenta un fatto insolito per le pievi della Diocesi di Como. Infatti è documentato solo in pochissimi casi, in cui si può notare un elemento comune: le pievi medievali che ebbero rapporti in temporalibus o con il duca o con l'arcivescovo di Milano denominavano il pievano non arciprete, bensì prevosto; in Valtellina vale per Ardenno e Teglio, nel Comasco per Uggiate e Fino, nel Varesotto per Cuvio e la Val Marchirolo (pieve d Agno).
Negli anni 1295-1298 un documento dell'Archivio Segreto Vaticano relativo alla riscossione della decima imposta da papa Bonifacio VIII per finanziare la guerra dei Vespri siciliani ci descrive la situazione del capitolo di San Pietro. 
Vengono preceduti dal titolo Dominus sia Iohannes de Casanova prepositus sia Dalfinus Grecus canonicus, il terzo è detto "Presbiter" Iacobus Buxia canonicus, poi seguono senza alcun titolo Guido de la Turre canonicus, Francinus Picinellus canonicus, Zanolo de Ronago canonicus, Iohannes de Castelino, canonicus. Alla fine risulta vacante un canonicato per la recente nomina del nuovo prevosto, qui chiamato arciprete, e infatti viene annotato: Prebenda que vacavit per promocionem domini Iohannis de Casanova archipresbiteri dicte ecclesie... (la prebenda vacante per la promozione ad arciprete del Signor Giovanni da Casanova...). La pieve, in quel documento, mostra già una certa autonomia per alcuni paesi, ai quali viene assegnato un cappellano. Il primo è Presbiter Lafrancus de Casanova cappellanus de Casanova, poi Presbiter Petrus de Macio capellanus ecclesie de Zeronico (Gironico), Presbiter Rugerius de Sancto Salvatore capellanus de Cagnio, Presbiter Bevulchus capellanus ecclesie Sancti Georgii de Olzate (Olgiate). Il cappellano di Olgiate è detto della chiesa di S. Giorgio, perché quella di S. Cassiano non era più nella giurisdizione del vescovo di Como, essendo stata donata nel 1093 al monastero di S. Pietro di Cluny.
Ritroviamo un consorzio di preti nel XVI sec. per iniziativa del curato di Olgiate Lombardono, Bartolomeo Lucini, costituito il 14 marzo 1534, col tempo venne conosciuto come «Consorzio della Pieve di Uggiate». Ebbe una vita molto lunga, infatti era ancora attivo all'inizio del ministero del prevosto Rumi (1912). Tra i suoi membri si annoveravano preti anche di altre pievi e addirittura laici..
Finora è sconosciuta l'origine del capitolo uggiatese, tuttavia è uno dei pochi in diocesi ad aver mantenuto fino alla fine la residenza quotidiana. Il vescovo Ciceri, in visita alla collegiata plebana il 31 maggio 1685 lo ribadisce esplicitamente: «Adsunt ultra præposituralis præbendæ septem canonicales onus residentiæ quotidianæ habentes» (ci sono oltre alla prebenda prepositurale altre sette canonicali con l'onere della residenza quotidiana)
Nel 1513 quattro canonici residenti del capitolo stipulano, alla presenza del vescovo Trivulzio, uno statuto per regolare le mansioni capitolari. La mancanza della citazione del prevosto fa presumere una sua assenza dalla parrocchia che probabilmente era retta dai canonici residenti che dovevano essere, come si arguisce dall'atto in questione, almeno sette «Ibidem capitulariter convocati ... fuerunt et sunt duæ partes trium partium et plus omnium Canonicorum residentium et Capituli eiusdem Ecclesiæ» (ivi convocati insieme ... erano e sono due parti di tre e più parti di tutti i canonici residenti e del capitolo stesso) ..
Tuttavia nel 1544 i rapporti tra i canonici residenti e il prevosto giunsero a un punto di rottura, tanto da chiedere al vescovo Cesare Tivulzio, allora residente a Bergamo, di stabilire un arbitrato per dirimere le questioni controverse. La pergamena inizia proprio con queste parole: «Noi, Cesare Tivulzio, per grazia di Dio e della sede apostolica Vescovo di Como, richiesto per questa controversia quale arbitro e conciliatore amichevole e amico comune tra il venerabile sacerdote sig. Nicolò Boldoni, prevosto della chiesa di san Pietro di Uggiate, diocesi di Como... e i venerabili sacerdoti sig. Antonio Rusca e sig. Filippo Rusca canonici della detta chiesa...».. Il Vescovo, richiamando un documento del 1517, fa obbligo al prevosto di alternarsi nella celebrazione della messa con i canonici, in modo che al prevosto stesso spetti un doppio incarico. Ciò chiarisce che il Boldoni fosse evidentemente ordinato presbitero.
Il prevosto compare ancora, dopo il Concilio di Trento, quando passa come visitatore apostolico il vescovo di Vercelli Bonomi il 27 settembre 1578. Tuttavia in quella circostanza la situazione non è molto incoraggiante, poiché su sette canonici solo tre risiedono e rispettano (parzialmente) gli obblighi capitolari, gli altri risultano assenti. Il prevosto stesso celebra per il popolo solo la domenica, perciò il Visitatore apostolico gli ordina di celebrare almeno un'altra volta in settimana e privatamente ogni giorno. Inoltre gli fa obbligo di scegliersi un cappellano che lo supplisca nella cura d'anime, avendolo trovato non idoneo, per difetto di preparazione culturale, a spiegare il vangelo (omelia), e a confessare e come se non bastasse, avendo problemi di movimento delle braccia e delle gambe non è in grado di amministrare i Sacramenti.(ASDC, Archivio Storico della Diocesi di Como)
La storia del capitolo finisce con un decreto di Giuseppe II nel 1781 che lo sopprime. Rimarranno a Uggiate il prevosto coadiuvato da due vicari. In seguito al distacco della parrocchia di Gaggino, si ridurrà a uno solo. Nel 1941 la parrocchia riceve il titolo di arcipretura, che in quegli anni denota una maggiore dignità a differenza del Medio Evo.
Nel corso del Novecento, il territorio della pieve di Uggiate venne smembrato in due vicariati: quello di Olgiate e quello di Uggiate. Ai tempi del vescovo Macchi erano stati costituiti vicariati foranei in loco le parrocchie di Saltrio e di Albiolo. 
In seguito (1975) venne istituita la zona pastorale delle Prealpi, e nel 2011 si ricostituirono i due vicariati precedenti, ma con diversa strutturazione; Olgiate con Civello, Maccio, Gironico, Parè e Drezzo; Uggiate con tutte le altre.
Dal settembre del 2018 il territorio della Pieve è diviso in due diversi vicariati: Olgiate è stato unito al precedente vicariato di Uggiate, mentre Drezzo, Parè e Gironico sono stati uniti con Civello, Maccio, Montano Lucino e Cavallasca per formare il nuovo vicariato di San Fermo.

## La circoscrizione civile della Pieve

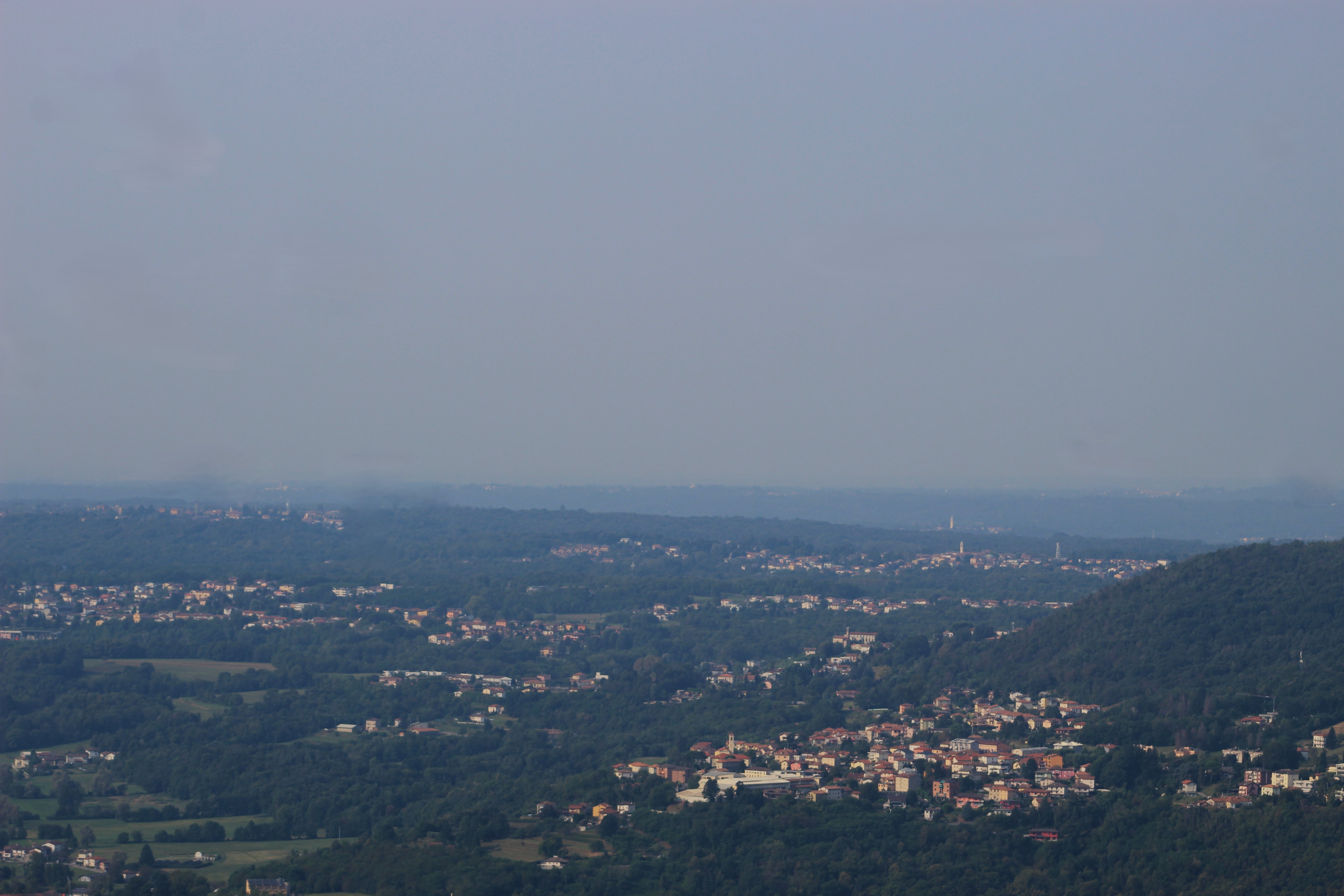
Panoramica su parte del territorio della ex-pieve di Uggiate

La pieve è nata come entità territoriale ecclesiale, tanto che in alcune regioni è sinonimo di Chiesa Plebana, tuttavia con l'affermarsi dei comuni nel Medioevo ebbe anche valenza di circoscrizione civile. Risulta nella Determinatio mensurarum et staterarum annessa agli Statuti di Como del 1335, che la pieve era formata dai seguenti comuni:
- Solbiate, Trevano e Romazzana, Albiolo, Olgiate, Ronago, Gaggino, Rodero, Cagno, Casanova, Camnago, Drezzo, Uggiate e Canova, Caversaccio, Gironico, Bizzarone, Concagno.

Duecento anni dopo, nel Liber consulum civitatis Novocomi del 1535 appaiono i comuni di Baragiola, Bernasca e di Parè. Nel 1652 nell'elenco dei Focolari delle pievi di Fino, Zezio, Ugiate (cioè delle famiglie) vengono inserite comunità minori come Brusada, Casarico, Ronco, Somaino mentre Gironico è suddiviso in Gironico al Piano e Gironico al Monte.
Una volta passata la pieve nella metà del XVIII secolo sotto giurisdizione dello Stato di Milano il numero dei comuni venne ridotto a 18, tutti tranne Trevano corrispondenti ad una parrocchia:
- Albiolo, Bizzarone, Cagno, Camnago con Bernasca, Casanova, Caversaccio, Drezzo, Gaggino, Gironico al Monte con Baraggiola e Brusada e Casarico e Gironico al Piano, Olgiate con Somaino, Parè, Rodero, Ronago, Solbiate con Concagno, Trevano, Uggiate, più Cavallasca e Vergosa staccate dalla pieve di Zezio.

A fine Settecento la pieve, che aveva settemila abitanti, fu brevemente trasformata in un estemporaneo distretto in seguito all'invasione francese per poi essere abolita.